# Championnats panaméricains de BMX 2023
Navigation
Édition précédente Édition suivante
Les championnats panaméricains de BMX 2023 ont eu lieu le 20 mai 2023 à Riobamba en Équateur.
Il s'agit d'une des épreuves qualificatives pour les Jeux olympiques d'été de 2024. Les pays vainqueurs des courses en ligne élites se voient en effet attribuer automatiquement une place pour l'épreuve correspondante.

## Podiums
| Épreuves               | Or               | Argent               | Bronze             |
| ---------------------- | ---------------- | -------------------- | ------------------ |
| Épreuves masculines    |                  |                      |                    |
| Élites hommes          | Kamren Larsen    | Carlos Ramírez       | Santiago Suárez    |
| Moins de 23 ans hommes | Gustavo Vicuña   | Gabriel Mora         | Santiago Santa     |
| Juniors hommes         | Thomas Maturano  | Guylherme Paradellas | Juan Velasquez     |
| Épreuves féminines     |                  |                      |                    |
| Élites femmes          | Paola Reis       | Molly Simpson        | Priscilla Carnaval |
| Moins de 23 ans femmes | Manuela Martínez | Domenica Mora        | Valentina Muñoz    |
| Juniors femmes         | Sharid Fayad     | Mariana Agudelo      | Natalia Mendieta   |